# Grazymowo
Grazymowo (też: Grażymowo) – osada w Polsce położona w województwie pomorskim, w powiecie kwidzyńskim, w gminie Prabuty nad północnym brzegiem jeziora Grażymowskiego.
W latach 1975–1998 miejscowość administracyjnie należała do województwa elbląskiego.